# أوبرا مع ميغان وهاري
أوبرا مع ميغان وهاري هي مقابلة تلفزيونية أمريكية عام 2021 أجرتها أوبرا وينفري مع ميغان، دوقة ساسكس، وزوجها الأمير هاري دوق ساسكس. بثت شبكة سي بي إس في الولايات المتحدة المقابلة لأول مرة في 7 مارس 2021، وبعد ذلك بثتها محطة آي تي في في المملكة المتحدة، وأذيعت المقابلة في 67 دولة أخرى.

## الخلفية
مع أن وينفري كانت ضيفةً في حفل زفاف الأمير هاري وميغان ماركل في عام 2018، فقد ناقش الزوجان لأول مرة تجربتهما مع وسائل الإعلام والحياة العامة في الفيلم الوثائقي هاري وميغان: رحلة أفريقية في عام 2019 وأجرى المقابلة معهما توم برادبي. في مارس 2020 تنحى هاري وميغان عن منصبهما كعضوين عاملين في العائلة المالكة البريطانية للانتقال إلى أمريكا الشمالية والحصول على الاستقلال المالي، مع خضوعهما لفترة مراجعة بعد 12 شهرًا في حال أنهما غيرا رأيهما. في يونيو 2020 اشتريا منزل في مونتيسيتو، كاليفورنيا، داخل منطقة «الثراء الفاحش» حيث تعيش وينفري ومشاهير هوليوود الآخرين.
لم يعد هاري وميغان أعضاءً عاملين في العائلة المالكة بحسب ما أكد قصر بكنغهام في 9 فبراير 2021، وأكد أيضًا تنازل الدوق عن صفته قائدًا فخريًا للجمعية البحرية الملكية، وتخليه عن جميع الألقاب العسكرية الفخرية الأخرى. تخلى هاري وميغان عن رعايتهما الملكية لصندوق كوينز كومنولث تراست بعد أن كان هاري رئيسًا للصندوق وميغان نائبة للرئيس. في 26 فبراير أصدر برنامج ذا لِت لِت شو مع جيمس كوردن مقطعًا من فيلم مدته 17 دقيقة بعنوان فترة بعد الظهر مع الأمير هاري وجيمس كوردن، مع ظهور ميغان بمكالمة فيديو.
في مارس 2021 ذكرت صحيفة التايمز أن المستشار الملكي الكبير السابق قدم شكوى ضد ميغان في عام 2018 بشأن مضايقات في مكان العمل، بعد حوادث منفصلة مع ثلاثة موظفين آخرين. وندد ممثلو ميغان وهاري بالتقارير ووصفوها بأنها «معلومات مضللة».

## الإنتاج والإطلاق
نفت وينفري في البداية التقارير التي تحدثت عن «مقابلة صريحة» في يناير 2020. ذكرت شبكة آي تي في الإخبارية لأول مرة أن ميغان وهاري كانا يضعان اللمسات الأخيرة على صفقة المقابلة في فبراير 2021، وأكدن قناة سي بي إس ذلك لاحقًا. ذكرت صحيفة وول ستريت جورنال أن شبكة سي بي إس دفعت «رسوم ترخيص تتراوح بين 7 و9 ملايين دولار» مقابل حقوق البث. سعت الشبكة أيضًا إلى الحصول على 325,000 دولار مقابل 30 ثانية من وقت الإعلان التجاري أثناء البث. لم يُدفع لميغان وهاري مقابل المقابلة.
أنتج التسجيل شركة هاربو للإنتاج التي أسستها وينفري، وجرى التصوير في الهواء الطلق في مقاطعة سانتا باربرا، كاليفورنيا، في منزل صديق لوينفري لم يذكر اسمه. عُرضت المقابلة الخاصة لأول مرة في 7 مارس 2021 على سي بي إس، وبثتها في اليوم التالي قناة آي تي في في المملكة المتحدة. وتولت شركة فاياكوم إس بي سي للتوزيع العالمي التوزيع على الصعيد الدولي. ظهر وينفري على قناة سي بي إس في برنامج ذيس مورنينغ في 8 مارس لتقديم لقطات لم تظهر في المقابلة الخاصة.

## المحتوى
نوقشت مواضيع مختلفة في المقابلة. تحدثت ميغان عن «الدخول في الحياة الملكية، وعن الزواج والأمومة» و«كيف تعاملت مع الحياة تحت ضغط شعبي مكثف». قالت أيضًا إن الزوجين تبادلا عهودًا خاصة في عام 2018، قبل ثلاثة أيام من حفل زفافهما العام. انضم إليها هاري لاحقًا، وتحدث الزوجان عن انتقالهما إلى الولايات المتحدة من المملكة المتحدة في عام 2020 وخططهما للمستقبل فضلًا عن الكشف عن جنس طفلهما الثاني، وهي ابنة من المقرر أن تولد في «صيف عام 2021».
ميغان ميزت بين العائلة المالكة وأولئك الذين يديرون مؤسسة الملكية: «يصعب على الناس التمييز بين الاثنين، لأنهما شركة عائلية حقًا، أي هناك العائلة، ومن ثم هناك الأشخاص الذين يديرون الشركة، هذان أمران منفصلان... فالملكة مثلًا لطالما كانت رائعةً معي». قالت ميغان أنها عرفت القليل عن العائلة المالكة من خلال الأحاديث العابرة حيث ترعرعت. وعلقت على دخولها العائلة المالكة «واصفةً نفسها بالساذجة»، لأنها لم تقم بأبحاثها الخاصة فقد شعرت أن هاري كان يخبرها بكل ما تحتاج إلى معرفته. قالت ميغان إنها لم تتلق تدريبًا مناسبًا على البروتوكولات الملكية، وتحدثت عن تدريبها على الانحناء بمساعدة سارة دوقة يورك، خارج رويال لودج قبل لقاء الملكة لأول مرة. زعمت ميغان أن التقرير الذي يقول أنها جعلت سلفتها كاثرين، دوقة كامبريدج، تبكي غير صحيح، وفي الواقع أن كاثرين جعلتها تبكي بشأن فساتين فتيات الأزهار. وذكرت أن كاثرين اعتذرت عن ذلك لاحقًا، وأرسلت لها ملاحظة وزهورًا. انتقدت المؤسسة أيضًا لمعرفتها حقيقة هذه الأحداث، لكنها لم تبذل أي جهد لتصحيح القصة.
بخلاف ذلك، قالت ميغان إنه خلال فترة عملها كإحدى كبار الشخصيات الملكية، جرى إسكاتها، على الأرجح من قبل مسؤولي القصر. وأعربت عن اعتقادها بأنها ستحظى بالحماية إذا لم تعلق على حياتها، لكنها قالت إن مثل هذه المعاملة بالمثل لم تحدث. عندما كانت حاملًا بآرتشي، قالت إن هاري أخبرها أن القصر لن يمنح الطفل لقب أمير، ولن يحصل على الأمن الشخصي كانت قلقة بشأن انعدام الأمن لابنها، لا سيما بالنظر إلى الطريقة التي عاملتها بها الصحف الشعبية. قال هاري إنه أجرى مناقشات مع فرد لم يذكر اسمه من العائلة المالكة، أثناء الحمل، حول «مدى اسمرار» بشرة آرتشي. ضُغط عليه لاحقًا للحصول على مزيد من التفاصيل حول المحادثة، لكنه قال إنه «لن يشارك المزيد» حول تلك المحادثة. صرحت وينفري أن هاري لم يخبرها من هو الشخص ولكنه قال إنها لم تكن الملكة أو الأمير فيليب.
صرحت ميغان أنها فكرت في الانتحار قائلة «لم أكن أريد أن أعيش بعد الآن». قالت إنها ذهبت إلى العديد من كبار مسؤولي القصر لطلب المساعدة أو الدخول إلى المستشفى، لكن قيل لها إن ذلك لن يكون جيدًا كصورة عامة. ناقشت ميغان شعورها بأنها محاصرة، وأخبرت وينفري أنهم أخذوا منها رخصة قيادتها، وجواز السفر، وبطاقات الائتمان الخاصة بها قبل زفافها. ناقش هاري الطريقة التي عوملت بها ميغان: «رأيت التاريخ يعيد نفسه»، من خلال إجراء مقارنات مع والدته الراحلة، وخشي أن تتكرر النهاية المأساوية نفسها مع ميغان. ادعى هاري أنه تراجع عن دوره الملكي بعد أن اتضح أن المساعدة التي كان يطلبها لم تكن قادمة. اعتقد أنه بعد أن قام هو وميغان بجولة في أستراليا في أكتوبر 2018، شعر أفراد العائلة المالكة بالغيرة من الطريقة «السهلة» التي تمكنت ميغان من خلالها من التفاعل مع الناس في الكومنولث.
قال هاري إن هناك فترة (لم يحدد المدة) لم يرد فيها والده على مكالماته الهاتفية، ولقد شعر «بالخذلان حقًا». أعرب هاري أيضًا عن تعاطفه مع أخيه الأكبر، لكنه قال: «لكل منّا مساره».
نفى هاري وميغان أن يكونا قد «صدما» الملكة بقرارهما التراجع عن منصبهما كأحد كبار أفراد العائلة المالكة، وادعيا أنهما أجريا مناقشات مع العائلة المالكة مسبقًا. ردًا على سؤال وينفري حول ما إذا كان سيترك النظام الملكي لولا ميغان، قال هاري إنه لم يكن ليتركه. ميغان فتحت عينيه على مدى محاصرته داخل «المؤسسة» التي ولِد فيها. قال هاري إنه وميغان لم يخططا في البداية لعقد صفقات تجارية مثل تلك التي أبرماها مع نتفليكس وسبوتيفاي، لكنهما كانا بحاجة إلى اتخاذ الترتيبات اللازمة لسلامتهما بعد أن رفضت العائلة المالكة تأمين مزيدًا من الحماية الأمنية لهما، ثم قطعت الدعم المالي في أوائل عام 2020. كشف الزوجان لاحقًا أنه بعد توقف الأمن الملكي، قدم لهما تايلر بيري منزلًا آمنًا (في بيفرلي هيلز) إلى أن تمكنا من وضع خطة بديلة. وأضاف هاري أنه كان قادرًا على إعالة الأسرة من خلال الأموال التي ورثها عن والدته. قال كل من هاري وميغان إنهما لم ينويا في البداية ترك أدوارهما بالكامل في العائلة المالكة، لكنهما أرادا فقط التراجع إلى أدوار أصغر. وفي ختام المقابلة، أعلن هاري أن علاقته بميغان «أنقذته»، فيما أضافت أن قراراته أنقذت العائلة كلها، مشيرة إليهما مع آرتشي.